# Giola Gandini

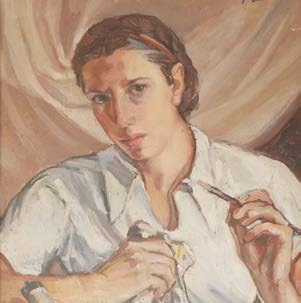
Selbstporträt, 1933

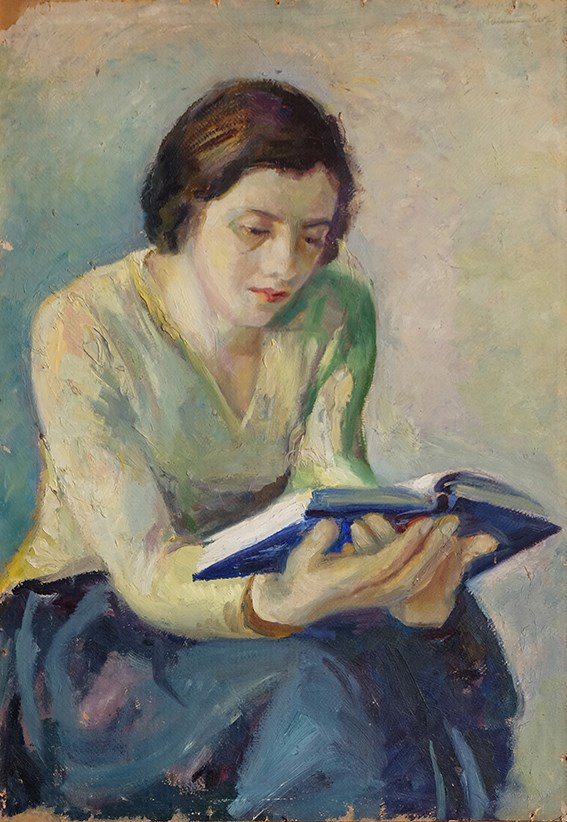
Lesende Frau (Donna che legge) von 1938

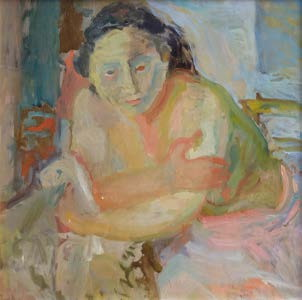
Donna appoggiata, 1941

Giola Gandini (* 19. Mai 1906 in Parma; † 17. September 1941 in Venedig) war eine italienische Malerin, die ausschließlich in Venedig arbeitete.

## Leben und Werk
Giola Gandini wurde zwar als Tochter der Diomira Di Centa und des Ernesto Gandini in Parma geboren, doch verbrachten sie und ihre Familie ihr Leben in Venedig. Als Kind erkrankte sie an Kinderlähmung, erlangte aber dennoch die Erlaubnis zu unterrichten (licenza magistrale) und sie wurde eine herausragende Pianistin. 
Sie lebte zurückgezogen im zweiten Stock eines Gebäudes gegenüber von San Geremia, von wo sie aus dem Fenster über den Canal Grande bis zum Fontego dei Turchi und bis zum Bahnhof Santa Lucia blicken konnte. Dort hatte sie auch ihr Atelier. 
Sie besuchte zwar die Scuola del nudo der Regia Accademia veneziana, ebenso wie die Ateliers der Maler Bruno Saetti und Armando De Stefani, doch entwickelte sie ihren Stil weitgehend autodidaktisch. Dabei konzentrierte sich ihre Schaffensphase auf die Jahre zwischen 1929 und 1941. Sie nahm an zahlreichen Ausstellungen teil, so etwa in der Fondazione Bevilacqua La Masa, bei der zweiten Quadriennale in Rom 1935, schließlich bei der Biennale des Jahres 1940 in Venedig. Da sie das Haus nur unter Mühen verlassen konnte, malte sie vor allem die Bewohnerinnen des Hauses, in dem sie lebte. 
Sie starb am 17. September 1941. Als eine Art Testament gilt ihr letztes Gemälde Donna appoggiata von 1941. Im faschistischen Kulturblatt Emporium verfasste jemand einen Nachruf unter dem Pseudonym „Candida“. 

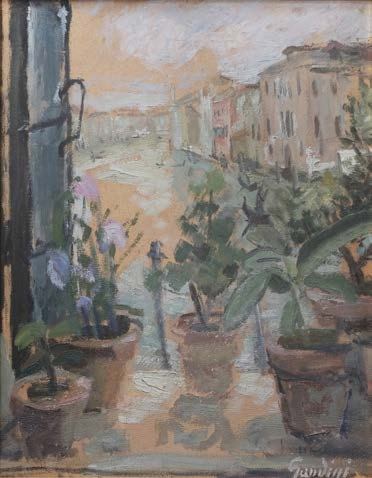
Ansicht des Canal Grande durch ein Fenster ihres Hauses

Erst Ende des 20. Jahrhunderts wurde Gandini wiederentdeckt. 2014 wurden einige ihrer Werke in Mirano ausgestellt, zusammen mit solchen von Maria Vinca, Ernesta Oltremonti und Gabriella Oreffice.